# Zdzisław Tarociński
 Zdzisław Tarociński (ur. 1921 w Rogalinie, zm. 22 września 2015) – polski naukowiec, elektrotechnik, dr hab. inż. zajmujący się problematyką gaszenia łuku niskiego napięcia w polu elektromagnetycznym. 
Dr hab. Zdzisław Tarociński w latach 1949–1957 brał udział w rozbudowie bazy laboratoryjnej oraz budowie zwarciowni generatorowej prądu stałego i przemiennego w Zakładzie Aparatów Elektrycznych PŁ. W latach 1979–1984 pracował jako profesor na Univrsite Tizi Ouzu w Algierii. Od roku 1964 uczestniczył w 18 międzynarodowych konferencjach oraz 5 krajowych. Wygłaszał referaty lub wykłady w Politechnice Karl-Marx- Stadt (NRD), w University of Strathclyde (W. Brytania), w Technische Hochschule Ilmenau (NRD), w Electrical Research Association, University of Liverpool (Anglia), Melbeurne University (Australia), Xian Jiaotong  University (Chiny) i Shanghai Electrical Apparatus Research Institute (Chiny).
Był promotorem 3 prac doktorskich, recenzentem 5 rozpraw doktorskich w Politechnice Łódzkiej i Warszawskiej oraz autorem jednej książki w języku angielskim, 20 artykułów i opracowań. Za osiągnięcia dydaktyczno-wychowawcze był wielokrotnie wyróżniany nagrodami Rektora PŁ. Od roku 1997 jest członkiem Komisji Historycznej Politechniki Łódzkiej.